# Jonathan Lastra
Jonathan Lastra Martínez, nascido a 3 de junho de 1993 em Bilbao, é um ciclista espanhol. Estreia como profissional em 2016 com a equipa Caja Rural-Seguros RGA. Começou como um destacado corredor de ciclocross, conseguindo vários títulos sub-23 e sendo seleccionado para o Mundial de Ciclocross 2013 sub-23 em 2013 e 2014 onde acabou entre os 20 primeiros. Em 2014 foi incorporado às fileiras do Caja Rural-Seguros RGA amador.

## Palmarés
2019
- Clássica da Arrábida[2]

## Resultados nas Grandes Voltas
| Carreira        | 2016 | 2017 | 2018 |
| --------------- | ---- | ---- | ---- |
| Giro d'Italia   | -    | -    | -    |
| Tour de France  | -    | -    | -    |
| Volta a Espanha | -    | -    | 123º |

-: não participa 

Ab.: abandono 

## Equipas
- Caja Rural-Seguros RGA (2016-)